# Lagarde-sur-le-Né
Lagarde-sur-le-Né is een gemeente in het Franse departement Charente (regio Nouvelle-Aquitaine) en telt 174 inwoners (1999). De plaats maakt deel uit van het arrondissement Cognac.

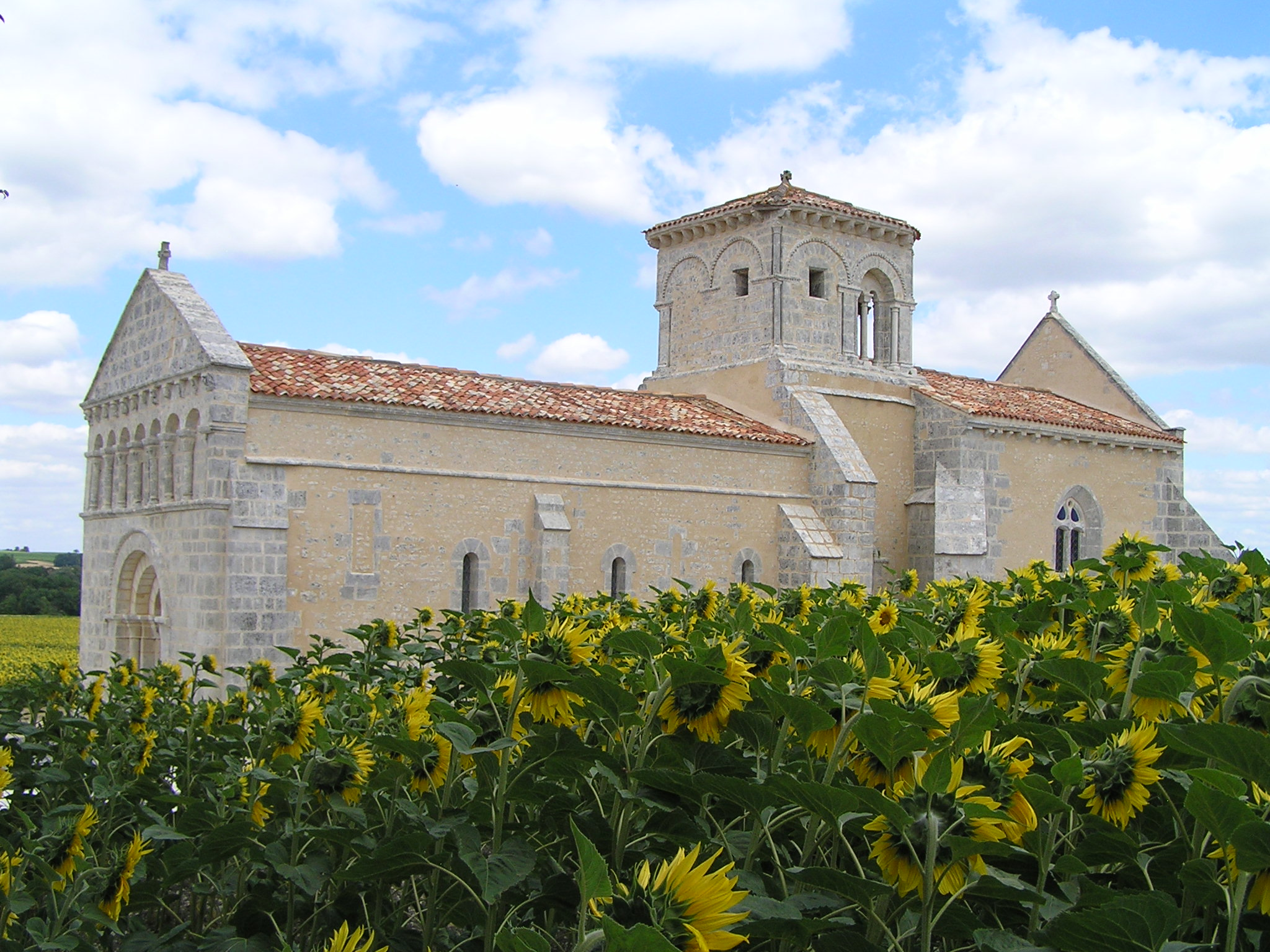
Kerk van Lagarde-sur-le-Né
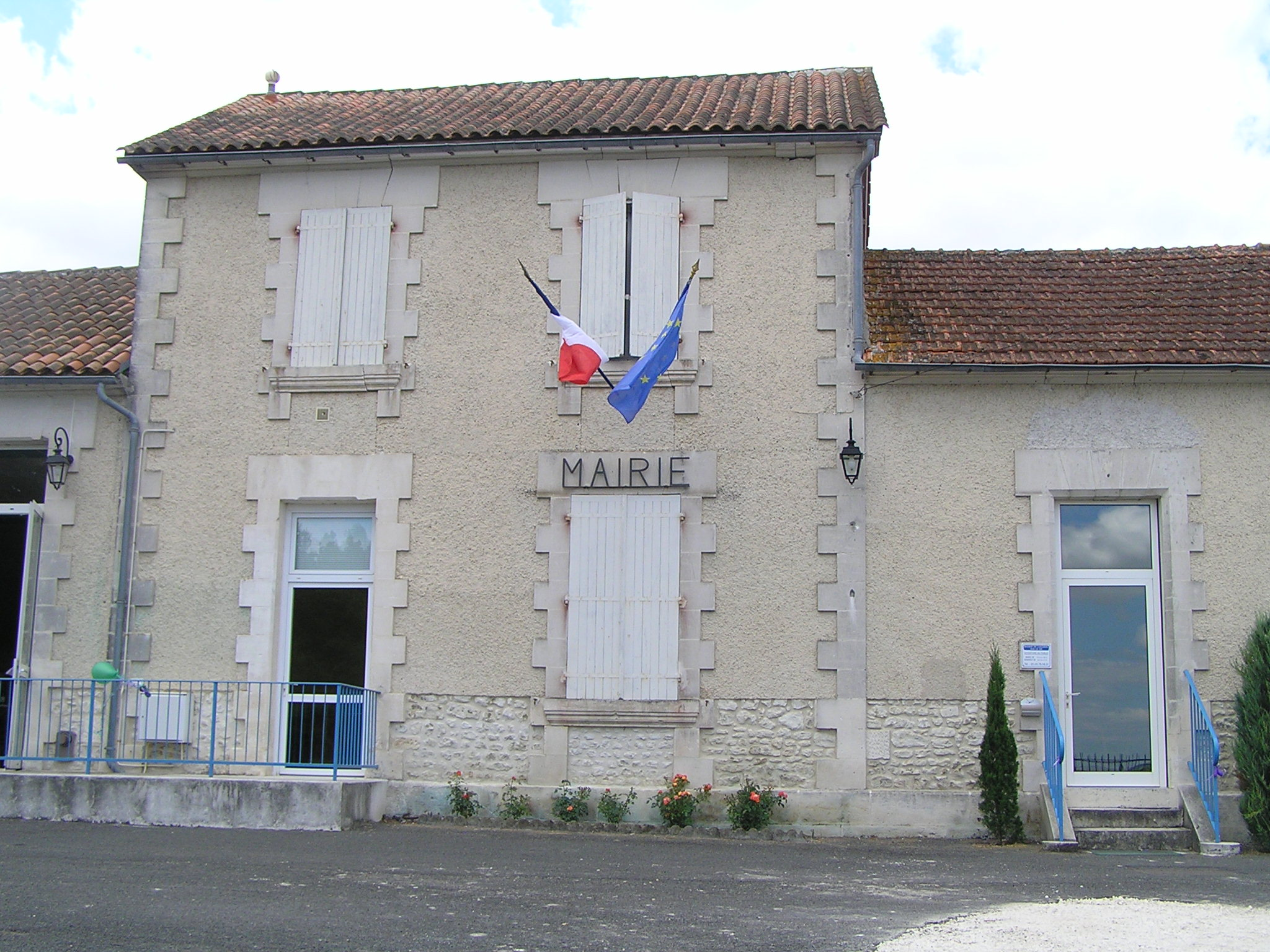
Gemeentehuis

## Geografie
De oppervlakte van Lagarde-sur-le-Né bedraagt 4,1 km², de bevolkingsdichtheid is 42,4 inwoners per km².
De onderstaande kaart toont de ligging van Lagarde-sur-le-Né met de belangrijkste infrastructuur en aangrenzende gemeenten.

## Demografie
Onderstaande figuur toont het verloop van het inwonertal (bron: INSEE-tellingen).